# 국제 학생의 날
국제 학생의 날 ( 國際 學生의 날 , International Students' Day)는 학생에 대한 기념일로, 매년 11월 17일에 해당한다.
매년 11월 17일에 열리는 학생 공동체의 국제적인 행사이다. 원래는 1939년 나치의 공격을 받은 체코 대학과 이후에 살해되어 강제 수용소로 보내진 학생들을 기념하기 위해 행해졌었다.
체코와 슬로바키아에서는 공휴일이다.